# Agrofloresta

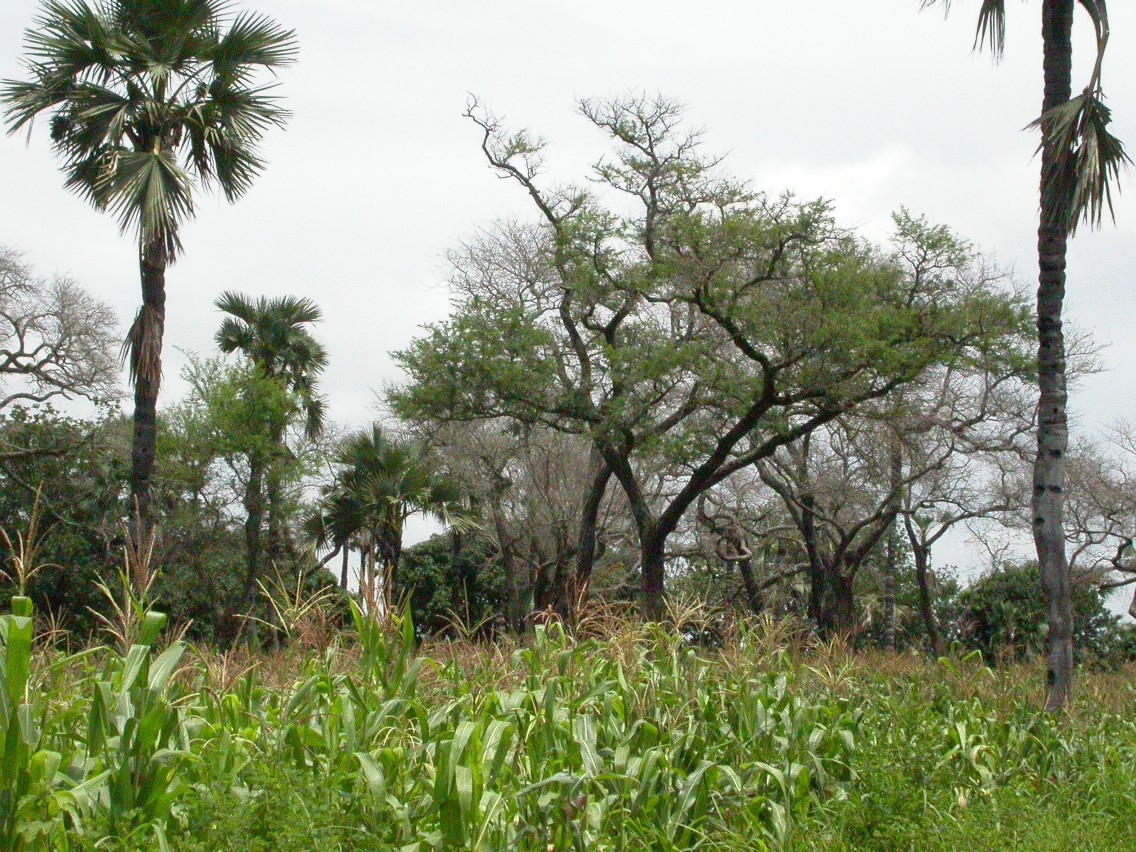
Agrofloresta em Banfora, Burkina Faso.

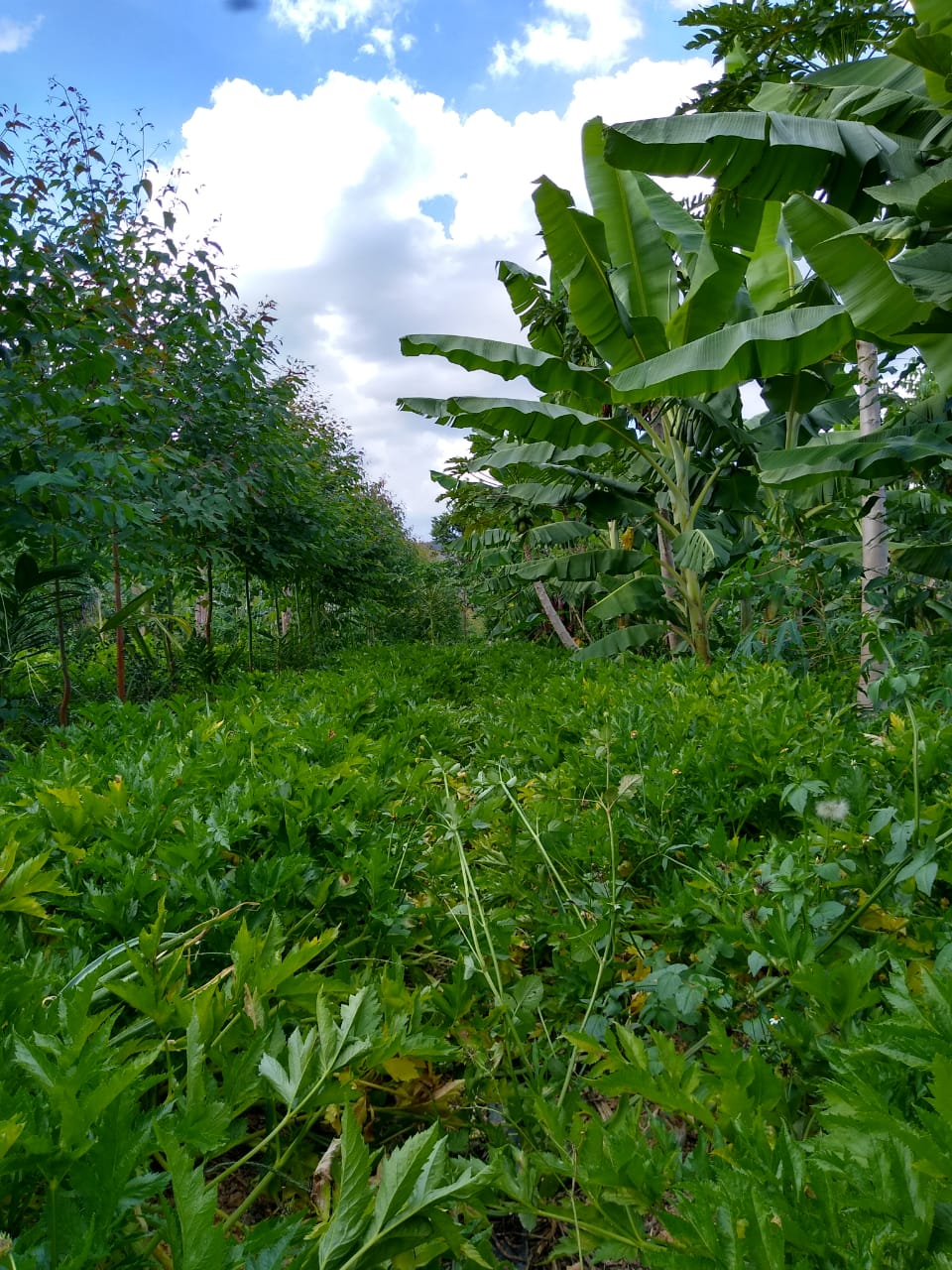
Canteiro agroflorestal com cultivo de banana, café, mamão, eucalipto e outras espécies, em Alto Paraíso de Goiás, Brasil

Agrofloresta ou sistema agroflorestal (SAF) é um sistema que reúne as culturas de importância agronômica em consórcio com a plantas que integram a floresta. Um sistema agroflorestal é um sistema de plantio de alimentos que é sustentável e ainda faz a recuperação vegetal e do solo. Existem evidências do uso de sistemas agroflorestais há 4.500 anos, na Amazônia Oriental.
Na perspectiva do desenvolvimento rural sustentável as agroflorestas constituem sistemas de uso e ocupação do solo em que plantas lenhosas perenes (árvores, arbustos, palmeiras) das mais variadas especies, são manejadas em consórcios com plantas herbáceas, culturas agrícolas e/ou forrageiras e/ou em integração com animais, dentro de uma mesma unidade de manejo, de acordo com um arranjo espacial predefinido para a cultura implantada e temporal, ocorrendo uma alta diversidade de espécies e interações ecológicas entre os elementos da composição do sistema, caracterizando assim um modelo agroecologico de sistema integrado. Nesse modelo de exploração agrícola são utilizadas culturas agrícolas e/ou pastagens com espécies florestais. Esses últimos componentes são partes fundamentais e devem integrar e interagir em tais sistemas de exploração, portanto, a não ocorrência de espécies florestais não caracteriza a exploração agrícola como agroflorestal e sim como sistemas de consorcio de culturas agrícolas ou integração lavoura pecuária floresta (ILPF).
Embora seja notória a crescente utilização do uso de Sistemas Agroflorestais nacionais por conta da busca por um sistema de exploração agrícola sustentável em que se possa produzir sem danos drásticos a longo, médio e curto prazo a natureza, muito deve ser feito tanto na adequação técnica dos modelos escolhidos como na adoção de políticas públicas agrícolas, que beneficiem o produtor a fim de que ele possa obter maior lucratividade econômica desse modelo de agricultura. 
Trabalhar a favor da natureza e não contra ela, associar cultivos agrícolas com florestais, recuperar os recursos ao invés de explorá-los e incorporar conceitos ecológicos ao manejo de agroecossistemas são algumas das características da Agricultura Sintrópica, mas não são exclusivas dela. Variações desses fundamentos podem estar associados respectivamente à Permacultura, à Agrofloresta, à Agricultura Regenerativa e à Agroecologia, por exemplo. Certamente encontraremos aderência de objetivos e convergência de práticas entre essas e muitas outras práticas com bases ecológicas e, diante dos desafios ambientais que hoje enfrentamos, são todas muito bem vindas e devem ser devidamente celebradas e estimuladas. Mas talvez seja justamente por conta dessas intersecções de campos de atuação que muitas vezes os alcances e os limites de cada conceito se confundam. Uma primeira e simples distinção que poderíamos fazer seria relativa ao fato de que dentro desse universo de conceitos, alguns se referem a sistemas de uso da terra enquanto que outros são sistemas de design e outros ainda uma ciência ou um movimento social e político. 
No SAF convencional, o sistema natural é substituído por um sistema de monocultivo por extratos. As roçagens e capinas são feitas de forma seletivas, e o sistema é estático, temporal. Isso diminui a produção de biomassa e aumenta a dependência da utilização de fertilizantes externos ao sistema, fator mais grave quando se tem uma menor fertilidade natural dos solos e maior velocidade de decomposição da matéria orgânica original em decorrência disso, o final do ciclo ou decadência de indivíduos de um dos extratos não é reposta por uma renovação dinâmica, áreas bastante grandes (o total do SAF, eventualmente) tem que ser replantadas, com maior demanda de recursos de mão de obra e capital para o produtor.
No SAF regenerativo, a maior quantidade e diversidade de biomassa permitem uma reciclagem e renovação de constante através de podas seletivas e introdução de espécies de modo a preservar a regeneração natural e/ou adensada. O sistema todo é baseado na dinâmica de sucessão natural de espécies e seu manejo.
Dentro dessa primeira caracterização, poderíamos dizer que a AS seria também um sistema de uso da terra, porque é voltada para a produção e para a recuperação pelo uso, somada a uma particular cosmovisão. Plantações de florestas para suprir as necessidades do homem. Usa a dinâmica de sucessão de espécies da flora nativa para trazer as espécies que agregam benefícios para o terreno assim como produtos para o agricultor.
A agrofloresta recupera antigas técnicas de povos tradicionais de várias partes do mundo, unindo a elas o conhecimento científico acumulado sobre a ecofisiologia das espécies vegetais, e sua interação com a fauna nativa.

## Exemplos de possíveis combinações de espécies
Ainda há uma grande discussão e pesquisas sobre a diversidade de espécies que podem combinar melhor dentro de um sistema agroflorestal, a depender das condições do solo e do clima. Um exemplo de sucesso é o plantio conjunto de milho, feijão e abóbora ou moranga (chamado de consórcio MILPA). Esse tipo de consórcio foi, e ainda é, amplamente utilizado por indígenas e agricultores da América Central e do Sul. O feijão, em suas raízes, possuem bactérias nitrificadoras, que enriquecem o solo, favorecendo o crescimento do milho. Após a colheita, a abóbora ou moranga, em suas folhas, liberam um composto que inibe o crescimento de outros tipos de espécies daninhas, liberando o solo para o crescimento do feijão. O milho, se desenvolve facilmente em sol pleno, assim, quando este cresce, produz sombreamento ideal para o crescimento do feijão. Dessa forma, essas três espécies, em vez de competir por recursos, favorecem umas às outras, num processo chamado facilitação.
Um outro exemplo de consórcio é o de eucalipto com a seringueira.

## Objetivos do sistema agroflorestal
No Brasil há um ambiente favorável e com condições biótica e abiótica e econômica para os mais diversos usos da terra, desde manejos intensivos  uma maneira mais ecológica. As agroflorestas são uma maneira de minimizar os impactos ambientais na produção agropecuária, contribuindo para o uso sustentável dos recursos naturais. O sistema Agroflorestal tem por sua característica o manejo integrado com florestas naturais, e isso traz diversos benefícios com a preservação do solo assim como ajuda na conservação da fauna e da flora, além de contribuir com a fertilidade daquele ambiente.

## Sistemas agroflorestais como forma de preservação ambiental
O SAF é considerado o sistema de produção que mais se aproxima de uma floresta natural, esse cultivo integrado que possibilita obter um equilíbrio produtivo está sendo a válvula de escape da união da produção com preservação, após a revolução verde os recursos naturais passaram a ser super explorados e isso trouxe um desgaste dos mesmos. A agricultura e a pecuária são as principais causas do desmatamento no Brasil. No sul da Bahia, o principal responsável pela manutenção da mata atlântica é o cacau cabruca, que por sua vez é uma forma de sistema agroflorestal.
Para se caracterizar um SAF, deve ter consórcio com espécies florestais, caso este único quesito seja cumprido, o SAF já estará contribuindo para a preservação ambiental, sem contar nos sistemas mais complexos de agrofloresta, que por sua vez consorcia várias espécies florestais, tanto nativas ou exóticas, esses sistemas mais adensados obtêm maior sucesso na preservação do ambiente, eles conservam o solo da exposição direta, tornando-o assim mais produtivo, além de manter a umidade no mesmo. Na fauna o SAF se destaca como único modelo de produção agrícola que pode ser o habitat de diversas especies de animais, na fauna, como o próprio nome já diz, e também pelo requisito de obter no mínimo uma espécie florestal já nos diz o quanto esse sistema é importante para a flora.

## Sistemas agroflorestais multiestrato
Os SAFs, como são conhecidos, são a reprodução no espaço e no tempo da sucessão ecológica verificada naturalmente na colonização de áreas novas ou deterioradas. Não é a reconstrução da mata original porque inclui plantas de interesse econômico desde as primeiras fases, permitindo colheitas sucessivas de produtos diferentes ao longo do tempo.
Para que se tenha sucesso no sistema de produção SAF, é necessario que se tenha grande conhecimento interdisciplinar sobre solos e sua microfauna e microflora, função ecofisiológica dos organismos que constituem os vários estratos, sucessão ecológica, além de fitossanidade.

## Classificação dos Sistemas Agroflorestais
Os sistemas agroflorestais têm sido classificados de diferentes maneiras a partir de seu modo organizacional: De acordo com sua estrutura espacial, desenho no tempo, importância  agronômica relativa e a função dos diferentes componentes, objetivos da produção e características socioeconômicas predominantes. Por exemplo, quanto à sua composição, esses sistemas podem ser classificados como sistemas agrossilviculturais (árvores + culturas); silvipastoris (árvores + animais); agrossilvipastoris (árvores + culturas + animais). E ainda podem ser classificados quanto a sua função agrícola:
- sistemas agroflorestais sequenciais: são os cultivos que há uma sucessão tanto de temporárias para anuais, temporárias para temporárias, ou perenes para perenes, criação do sistema com manejo de floresta.
- sistema silvícola rotativo: Sistema de aproveitamento de clareiras de capoeiras de pós pastagem com cultivos de culturas de com banana, guaraná, mogno, jabuticaba dentre outras;
- sistema Taungya: Taungya significa cultivos de encosta, hoje o termo é usado para identificar cultivos utilizados na fase de início até o estabelecimento do cultivo de madeira;
- sistemas agroflorestais simultâneos: É o consórcio de culturas de cultivos de: madeira, frutíferas, hortas, pecuária;
- sistemas complementares: cercas vivas e cortinas quebra-vento: fileiras de árvores para delimitar uma propriedade ou gleba ou servir de proteção para outros componentes e outros sistemas. São considerados complementares às outras duas categorias, pois podem estar associados a sistemas seqüenciais ou simultâneos.

## Vantagens da utilização de SAF's
- Aliam a produção de alimentos com a conservação do meio ambiente;
- Quando não usa venenos e químicos, não polui as águas, o solo e os alimentos;
- Ajudam a controlar a erosão dos solos;
- Diminui a necessidade de derrubar a floresta;
- Grande eficiência na ciclagem de nutrientes;
- Ajuda a preservar a fauna e flora;
- Alta produtividade em longo prazo;
- Importante na recuperação de áreas degradadas;
- São utilizadas espécies poucos exigentes quanto a qualidade do solo, capazes de melhorar a terra para as espécies mais exigentes;
- No consórcio de espécies, uma planta ajuda a outra a se desenvolver;
- Ao longo do tempo, a terra vai se recuperando naturalmente;
- A sucessão natural é o trabalho da própria natureza para se recuperar;
- Os SAF’s cumprem duas funções ao mesmo tempo, pois durante a recuperação da área são produzidos alimentos e outros produtos;
- Pouco suscetível a pragas e doenças.

## Desvantagens da utilização de SAF's
- Dificuldade de manejo;
- Os conhecimentos dos agricultores e técnicos sobre os SAF’a ainda é muito limitado;
- Pouco conhecimento sobre alelopatias;
- Utilização de espécies que podem ser novas aos agricultores;
- Requer maior conhecimento por parte do agricultor;
- O custo inicial de implantação da área elevado;
- Aumento da competição por luz, água e nutrientes.